# 유육 (평제희후)
유육(劉育, ? ~ ?)은 전한의 제후로, 하간헌왕의 현손이다.

## 생애
아버지 유증세의 뒤를 이어 평제후(平隄侯)에 봉해졌다.
시호를 희(釐)라 하였고, 작위는 아들 유내시가 이었다.

## 출전
- 반고, 《한서》 권15상 왕자후표 上

| 선대 아버지 평제절후 유증세 | 전한의 평제후 ? ~ ? | 후대 아들 유내시 |